# Care-Ethik
Care-Ethik (engl. ethics of care) ist eine Konzeption der Moralphilosophie zur Bewertung von menschlichem Handeln in Bezug auf den Modus der Fürsorglichkeit. Darin werden Individuen nicht als autonom, sondern als umfassend mit anderen verbunden betrachtet und dieses Netzwerk von Beziehungen besonders betont. Die ethics of care hat im deutschsprachigen Raum unter anderem in der Pflegewissenschaft und der Pädagogik ihren Platz. Allerdings verwenden die Forschenden ganz unterschiedliche Bezeichnungen. Manche sprechen von Sorge-Ethik (Reitinger 2013), aber auch Ethik der Achtsamkeit hat sich etabliert.

## Europäische Sichtweise
Die Ethik der Achtsamkeit ist eine zeitgenössische europäische Variante der Fürsorgeethik, bei der Interaktion und Praxis im Vordergrund stehen. Sie bezieht sich auf den US-amerikanischen Diskurs zur Ethics of Care und entwickelt diesen weiter. Ebenso wie die niederländische Zorgethiek, die schwedische Omsorgsetik, die französische éthique du care und die italienische etica della cura zeichnet sich die deutschsprachige Ethik der Achtsamkeit durch ihren transdisziplinären Charakter aus: Die Ethik der Achtsamkeit wird insbesondere in und zwischen Pflegewissenschaft, Didaktik, Politikwissenschaft, Medizinethik, Sozialwissenschaften, Sozialer Arbeit sowie Philosophie diskutiert und weiterentwickelt.
Im Mittelpunkt der europäischen Forschung zur Ethik der Achtsamkeit steht weniger das Individuum als eine Interaktion: Bei der Praxis der Achtsamkeit handelt es sich um Kommunikation und Zuwendung.

## US-amerikanische Sichtweise
Die US-amerikanische Psychologin und feministische Ethikerin Carol Gilligan, die eng mit der Fürsorgeethik verknüpft ist, entwickelte 1982 in Auseinandersetzung mit Lawrence Kohlberg eine Theorie der zwei Moralen, in der sie von sich unterscheidenden Moralentwicklungen zwischen dem weiblichen und männlichen Geschlecht ausging.
Carol Gilligan schilderte in ihrem Buch Eine andere Stimme (engl. In a Different Voice, 1982) Versäumnisse und Fehler der psychologischen Forschung in Bezug auf Moralentwicklung. Sie stellte ihre Untersuchungsergebnisse vor, gemäß derer die meisten Frauen sich nicht auf die männliche Gerechtigkeitsmathematik einließen, wenn sie vor moralischen Konflikten stünden. Statt Rechtsansprüche gegeneinander abzuwägen, wollten demnach die weiblichen Probanden vermeiden, andere zu verletzen und Bindungen zu zerstören. Für sie schien die Fürsorge für andere Menschen Kern ihrer Moralüberlegungen zu sein. Gilligan bezeichnete die Care-Ethik als „typisch weibliche Ethik“.
Gilligans Konzeption unterscheidet sich von konsequentialistischen und deontologischen Ethiken, die universelle Standards und Unparteilichkeit betonen.

### Kritik
Die These, dass Frauen ein anderes Moralempfinden hätten als Männer, ist vielfach kritisiert worden, unter anderem durch Gertrud Nunner-Winkler. Laut Nunner-Winklers Argumentation handelt es sich bei der von Gilligan entdeckten Fürsorglichkeitsmoral lediglich um eine Rollenmoral, die eher auf gruppen- und kulturspezifischen Normierungen basiert, als dass sie an einen universellen Entwicklungsmechanismus geknüpft sei.
Häufig geübte Kritik an Gilligans Modell bezieht sich auf die methodische Seite ihrer Untersuchung. Bemängelt werden hierbei unter anderem die unklare Struktur und das Design ihrer Untersuchung, die kleine Fallzahl, die Kombination der Daten aus den verschiedenen Studien und die Interpretation der Interviews. Weiterhin lässt sich ein weit verbreiteter Zweifel daran feststellen, es würden nur zwei Moralperspektiven existieren und inwieweit Personen nur eine dieser aufweisen und anwenden können.